# Sonnette (Son-Sonnette)
Der Sonnette ist ein Fluss in Frankreich, der im Département Charente in der Region Nouvelle-Aquitaine verläuft. Er entspringt im Gemeindegebiet von Saint-Laurent-de-Céris, entwässert generell in westlicher Richtung und mündet nach rund 22 Kilometern im Gemeindegebiet von Ventouse als rechter Nebenfluss in den Son, der sich ab diesem Punkt Son-Sonnette nennt.

## Orte am Fluss
- Saint-Laurent-de-Céris
- Beaulieu-sur-Sonnette